# Prumian
Prumian (en francès Prémian) és un poble occità del Llenguadoc situat a la part septentrional del departament de l'Erau a la regió Occitània.